# Sœurs oblates de la Sagesse
 (novembre 2014).
Si vous disposez d'ouvrages ou d'articles de référence ou si vous connaissez des sites web de qualité traitant du thème abordé ici, merci de compléter l'article en donnant les références utiles à sa vérifiabilité et en les liant à la section « Notes et références ».
Les Sœurs oblates de la Sagesse forment une congrégation de sœurs sourdes-muettes, qui a été fondée en 1859 par l'abbé Charles Chaubier de Larnay (1802-1862).

## Histoire
En 1847, l'abbé de Larnay met à disposition la propriété familiale de Biard, près de Poitiers, pour que des petites filles sourdes-muettes puissent bénéficier de l’enseignement dispensé par les religieuses de la congrégation des Filles de la Sagesse. Depuis lors, l'Institution de Larnay est au service des déficients sensoriels (surdité, cécité).
En 1859, l'abbé de Larnay, voulant permettre aux jeunes filles sourdes-muettes de réaliser leur vocation à la vie religieuse, fonde la congrégation des Sœurs de Notre Dame des Sept Douleurs et la confie aux Filles de la Sagesse. En 1909, ce rameau de la congrégation des Filles de la Sagesse devient l'institut des Sœurs oblates de la Sagesse. Depuis la création quatre-vingt neuf sœurs sourdes ont servi leurs sœurs et frères handicapés.
En 2006, la congrégation des Filles de la Sagesse transmet à l'association « Larnay Sagesse » la gestion de l’institution.
L’institution de Larnay accueillit Marthe Obrecht en 1875, et Marie Heurtin en 1895.

### Article lié
- Famille montfortaine